# British United Island Airways
British United Island Airways (BUIA) war eine britische Fluggesellschaft mit Sitz am Flughafen London-Gatwick. Sie entstand 1968 als Zusammenschluss von drei Tochtergesellschaften der British United Airways (BUA) und wurde schon zwei Jahre später in British Island Airways (BIA) umgewandelt.

## Geschichte

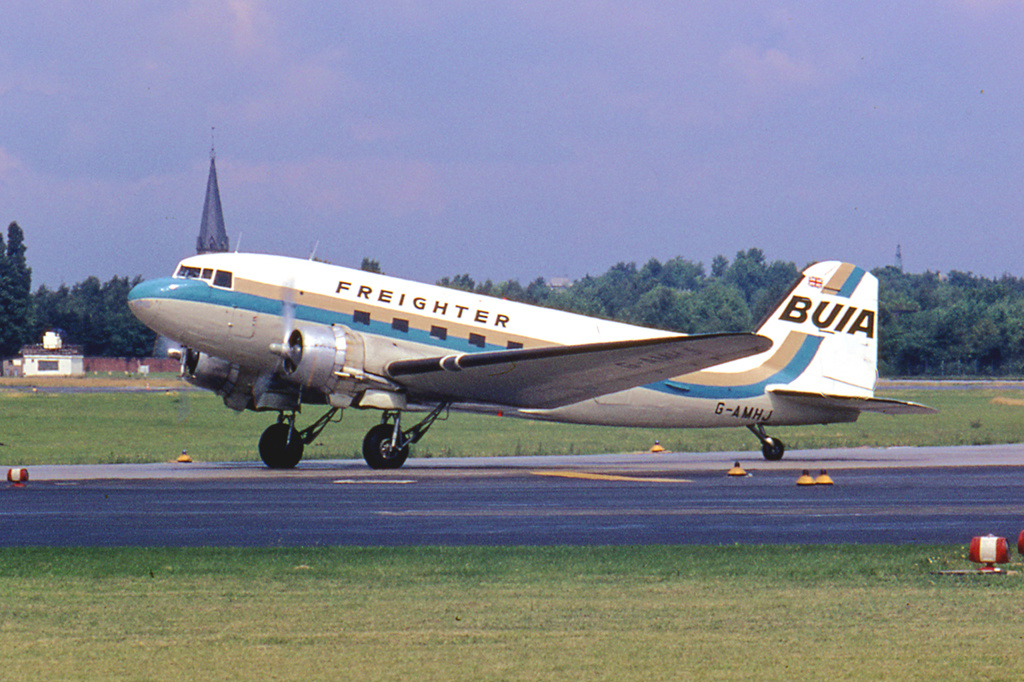
Douglas DC-3 der BUIA, Berlin-Tempelhof, Juli 1969

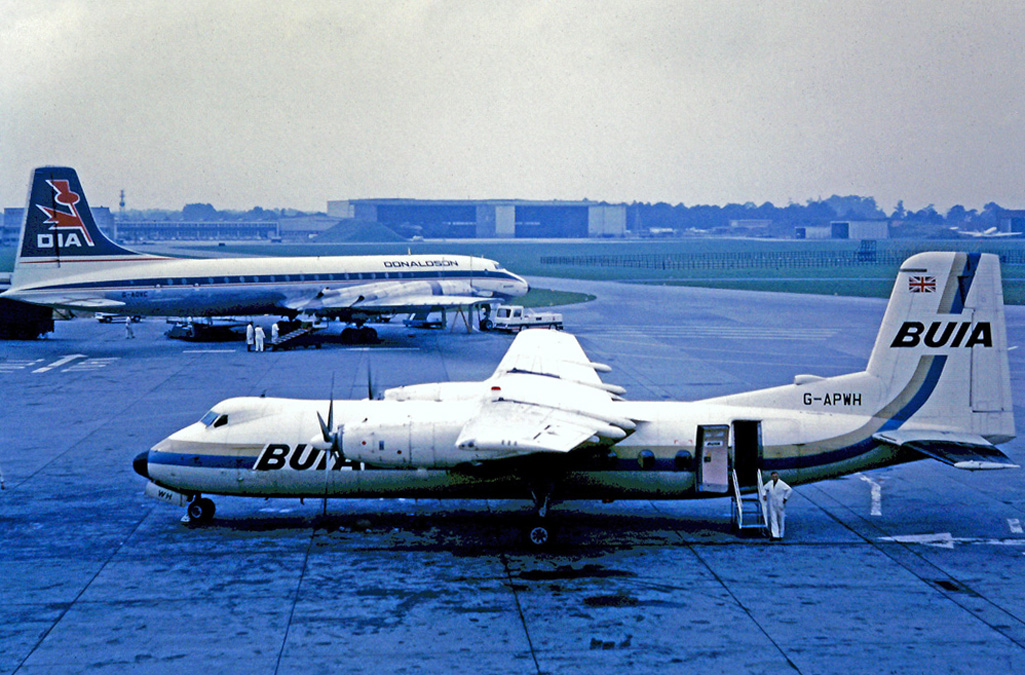
Handley Page Herald der BUIA, London-Gatwick, September 1969

British United Island Airways wurde am 1. November 1968 gegründet. Die Gesellschaft entstand dadurch, dass British United Airways (BUA) ihre Tochtergesellschaften British United (Channel Islands) Airways, British United Airways (Manx) und Morton Air Services zusammenlegte und umbenannte, um die Regionalflüge vom Kerngeschäft abzugrenzen.
Die drei Ursprungsgesellschaften brachten eine Flotte unterschiedlicher Flugzeugtypen ein. Im Einzelnen waren dies:
- 3 De Havilland DH.104 Dove
- 4 De Havilland DH.114 Heron
- 8 Douglas DC-3[3]
- 8 Handley Page Herald.
- 1 Vickers Viscount

Im Dezember 1969 gab die Gesellschaft bekannt, dass die Dienste von Southampton und London-Gatwick nach Alderney eingestellt würden. Ebenfalls zum 31. Dezember 1969 wurden die Linienflüge von Jersey nach Quimper, St. Brieuc und Dinard beendet. Die Strecken nach Alderney wurden umgehend von Aurigny Air Services übernommen.
Da der Anflug von Alderney eingestellt wurde, ergab sich keine Notwendigkeit mehr, die kleineren Maschinen der Typen De Havilland DH.104 Dove und De Havilland DH.114 Heron weiter zu betreiben; sie wurden verkauft.
Am 20. Juli 1970 wurde BUIA in British Island Airways (BIA) umbenannt und blieb im Besitz der Versicherung Eagle Star Insurance mit 9 % Anteil und von British and Commonwealth Shipping mit den verbleibenden 91 %. Als die BUA-Gruppe erneut umstrukturiert und am 30. November 1970 an British Caledonian Airways verkauft wurde, war BUIA (nunmehr als British Island Airways) hiervon nicht mehr betroffen.

## Flugziele
Die überwiegenden Linien waren die zu den drei Kanalinseln Jersey, Guernsey und Alderney. Sie wurden von verschiedenen Städten auf dem britischen Festland angeflogen, unter anderem von Southampton, Blackpool, Exeter, London-Gatwick, aber auch von französischen Orten aus wie Quimper, St. Brieuc und Dinard. Die größte Basis war der Flughafen Jersey. Bis 1969 war die Isle of Man ein saisonabhängig bedientes Ziel. Zeitweise wurden auch Dublin und Paris-Orly angeflogen.
Ab Ende 1968 wurden die DC-3 nur noch auf Frachtstrecken eingesetzt, z. B. nach Düsseldorf und Berlin-Tempelhof.

## Flotte
Folgende Flugzeugtypen wurden von BUIA eingesetzt:

### Flotte bei Betriebseinstellung
- 4 × Douglas DC-3
- 7 × Handley Page Herald

### Zuvor eingesetzte Flugzeuge
- De Havilland DH.104 Dove
- De Havilland DH.114 Heron
- Vickers Viscount

## Zwischenfälle
Während der nur knapp zweijährigen Betriebszeit von BUIA kam es bei der Gesellschaft nicht zu Unfällen mit Todesfolge oder Totalschäden an Flugzeugen.